# Бузавлык (река)
Бузавлы́к (баш. Быҙаулыҡ) — река в России, протекает по Башкортостану. Устье реки находится в 124 км по правому берегу реки Таналык. Длина Бузавлыка составляет 49 км.

## Этимология
Слово образовано от тюркского *buzaw (баш. быҙау, тат. бозау, каз. бұзау, тур. buzağı) — телёнок, *liq — аффикс принадлежности к чему либо.
Согласного иной версии слово образовано от тюркского *buz (баш. боҙ, тат. боҙ, каз. мұз, тур. buz, туркм. buz) — лёд.
У этого термина существуют и другие значения, см. Бузулук.

## Притоки
- 21 км: Суртан-Узяк
- 22 км: Камышузяк
- 28 км: Малый Бузавлык
- 43 км: река без названия

## Данные водного реестра
По данным государственного водного реестра России, Бузавлык относится к Уральскому бассейновому округу. Водохозяйственный участок реки — Урал от Магнитогорского гидроузла до Ириклинского гидроузла. Речной бассейн Бузавлыка — Урал (российская часть бассейна).
Код объекта в государственном водном реестре — 12010000312112200002790.